# Begin (雑誌)
Begin（ビギン）は、株式会社Beginから発売されている男性向けファッション・カルチャー雑誌である。月刊誌で、毎月16日発売。

## 概要
1988年創刊。定番から最先端のアイテムを例に、コーディネート例や実用例を提案。
同誌の臨時増刊号から独立する形で女性向けモノファッション誌として『LaLa Begin』が2021年9月10日に創刊した。
2020年4月1日の世界文化社の持株会社体制への移行に伴い、新設分割された「株式会社Begin」が出版事業を行っている。

## 連載コーナー
- Best Buy BEAMS
- SHIPS 勝てるVasicの目印
- 情熱西陸
- 居酒屋ナウのれん
- 渋谷直角のエンペラーズクローゼット（渋谷直角）
- 名門系統図
- 10minutes ヴィンテージ
- 大人の仮入部
- 古具のほそ道
- Monthly Dig
- 家電のお洒落スペック
- It's Brand New
- ダッチオーブンレシピFILE
- 見返りBegin
- ザ・スーツカンパニー今月のBest Buy
- 読者アンケート・プレゼント